# 厄瓜多尔番樱桃
厄瓜多尔番樱桃是桃金娘科番樱桃属下的一个物种，为厄瓜多尔特有植物。种加词[aequatoriensis] 错误：{{Lang}}：文本有斜体标记（帮助）意思是厄瓜多尔的。